# Studenčice (gmina Radovljica)
Studenčice – wieś w Słowenii, w gminie Radovljica. W 2018 roku liczyła 108 mieszkańców.